# 胜利的运动员

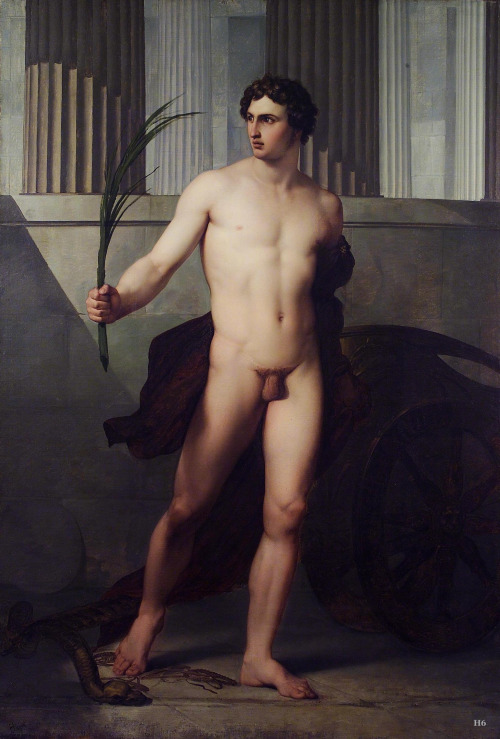
《胜利的运动员》

《胜利的运动员》（義大利語：Atleta trionfante）是意大利艺术家弗朗西斯科·哈耶兹的一幅画作，创作于1813年，现藏于罗马的圣路加学院（Accademia di San Luca）。
这幅画是在画家在布雷拉美术学院组织的一场比赛中并列获胜一年后创作的。这是这位艺术家最早获得公众赞誉的作品之一，并赢得了安东尼奥·卡诺瓦举办的“梅肯奈特·阿诺尼莫”竞赛的冠军，该竞赛要求参赛者创作“一幅真人大小的裸体画”。作品中的裸体男子周围没有人物，因此直接与希腊艺术家的雕塑（如观景殿的阿波罗）和卡诺瓦自己的作品相竞争。
人物手持胜利的棕榈枝，刚从胜利的战车上下车，背景中有许多带凹槽的多立克柱。左下角的一个被丢弃的铁饼，表明他是一个掷铁饼者。他把头转向作品的左侧，同时向右侧走去，展示了他灵活的身躯，并采用明暗对比，身后的一件棕色长袍，衬托出他粉色的肤色。
虽然这部作品并不具有运动性，但由于构图“优美”，表现“非常新鲜”，还是取得了辉煌的成功，以至于塔姆布朗尼领事说：“罗马有许多年轻的学生，我们对他们寄予厚望，其中第一位是威尼斯人哈耶兹。